# 東部海岸富岡地質公園
東部海岸富岡地質公園位於臺灣臺東縣臺東市，涵蓋範圍北起加路蘭遊憩區，南至卑南溪出海口左岸，其核心區域為小野柳遊憩區，是東部海岸國家風景區最南端的遊憩據點。於2020年11月21日公告成立，使臺東縣成為臺灣第一座擁有兩座地質公園的縣市。

## 沿革
東部海岸富岡地質公園前身為富岡漁港北邊的小野柳遊憩區，該遊憩區由交通部觀光署東部海岸國家風景區管理處管轄營運，其名稱由來為該地區海岸線遍布造型多變的海蝕景觀，酷似北海岸著名的野柳風景特定區，因此而得名小野柳。
小野柳一名已流傳數十年之久，自2016年起東部海岸國家風景區管理處及附近居民認為，小野柳的海蝕景觀比起野柳風景區更加壯觀，認為「小」一字形同自貶格局，因此東管處與當地富岡社區合作開始爭取小野柳改名，東管處方面也委託國立東華大學評估小野柳改名事宜。
2018年經評估後，東管處認為可將小野柳更名為「東部海岸富岡地質公園」，因「地質公園」一詞不像「國家風景區」、「國家公園」之類，目前尚不具有法律效力，因此改名後僅需通知相關單位配合更名即可，而小野柳一詞因已使用多年，改名後為防止混亂，初期將採富岡地質公園與小野柳兩地名並行方式辦理宣傳，改名計畫實際推動後，將辦理地方說明會蒐集民意，預計利用兩年時間完成改名。
2019年9月5日東管處正式依文化資產保存法提報設立東部海岸富岡地質公園，經過近一年地質環境勘查與地方說明會等流程後，於2020年7月2日獲得臺東縣政府自然地景及自然紀念物審議委員會審議通過地質公園劃設，總劃定面積約6.08平方公里，2020年11月21日東部海岸富岡地質公園結合第18屆臺灣地質公園網絡會議正式揭牌成立，自此富岡地質公園與早先於同年10月1日成立的利吉地質公園成為臺東縣境內正式公告成立的地質公園，也讓臺東縣成為臺灣第一座擁有兩座地質公園的縣市。

## 地質景觀
東部海岸富岡地質公園位於歐亞大陸板塊與菲律賓海板塊交界縫合帶東緣，屬於板塊交界中的外來岩塊，地層屬於利吉混同層，岩性有礫岩、砂岩、頁岩、砂頁岩、安山岩、凝灰岩、石灰岩、以及蛇綠岩系等，其中園區核心的小野柳屬於最大岩塊－富岡砂岩，有砂岩、泥岩互層的現象，上層覆蓋珊瑚礁岩，直徑達4公里，因此核心區域劃分以富岡漁港為界向北延伸1.5公里，此範圍大致與經濟部中央地質調查所所劃定之地質遺跡敏感區相同。
其他劃定區域內的猴子山，同樣屬於外來岩塊。雖景觀上與北海岸的野柳地質公園相似，但兩者的生成地質背景完全不同，相同的濁流沉積構造中，又可見特殊的地層倒轉證據，在地體構造的研究上有重要學術價值。